# 米澤有恒
米澤 有恒（よねざわ ありつね、1943年 - 2011年2月18日）は、日本の美学者。
京都府生まれ。京都工芸繊維大学に1年在学ののち京都大学文学部に転じ、哲学科美学専攻卒、大学院文学研究科博士課程満期退学。京都大学文学部助手、兵庫教育大学助教授、教授。2009年以前に退職。

## 著書
- 『芸術を哲学する 現代美学批判』世界思想社 1997
- 『アートと美学』萌書房 2008
- 『カントの凾』萌書房 2009
- 『佇む思索』萌書房 2010
- 『技術のアエステティカ』萌書房 2011

### 共著
- 『冒険する造形作家たち 先端的な芸術の実験』柴辻政彦共著 淡交社 1999
- 『聖別の芸術 わが道を行く造形作家たち』柴辻政彦共著 淡交社 2000
- 『芸術の摂理 不可視の「形」に迫る作家たち』柴辻政彦共著 淡交社 2002
- 『ダブル・スタンダードの芸術 未来を拓く造形作家たち』柴辻政彦共著 淡交社 2004
- 『哲学する芸術 パトスから表現へ』柴辻政彦共著 淡交社 2005

## 註
1. ↑  「水野有庸先生のこと」『ラテン詩人水野有庸の軌跡』大阪公立大学共同出版会、2009